# スター・ウォーズ:ギャラクシーズ・エッジ
- ディズニーパーク > スター・ウォーズ:ギャラクシーズ・エッジ
  - ディズニーランド・リゾート > ディズニーランド > スター・ウォーズ:ギャラクシーズ・エッジ
  - ウォルト・ディズニー・ワールド・リゾート > ディズニー・ハリウッド・スタジオ > スター・ウォーズ:ギャラクシーズ・エッジ

公式ロゴ

スター・ウォーズ：ギャラクシーズ・エッジ（Star Wars: Galaxy's Edge）とは、ディズニーランドとディズニー・ハリウッド・スタジオに存在し、ウォルト・ディズニー・スタジオ・パークに建設予定のスター・ウォーズシリーズをテーマとしたテーマランド。

## スター・ウォーズ：ギャラクシーズ・エッジがあるパーク
- ディズニーランド（ディズニーランド・リゾート）
- ディズニー・ハリウッド・スタジオ（ウォルト・ディズニー・ワールド・リゾート）

## 概要

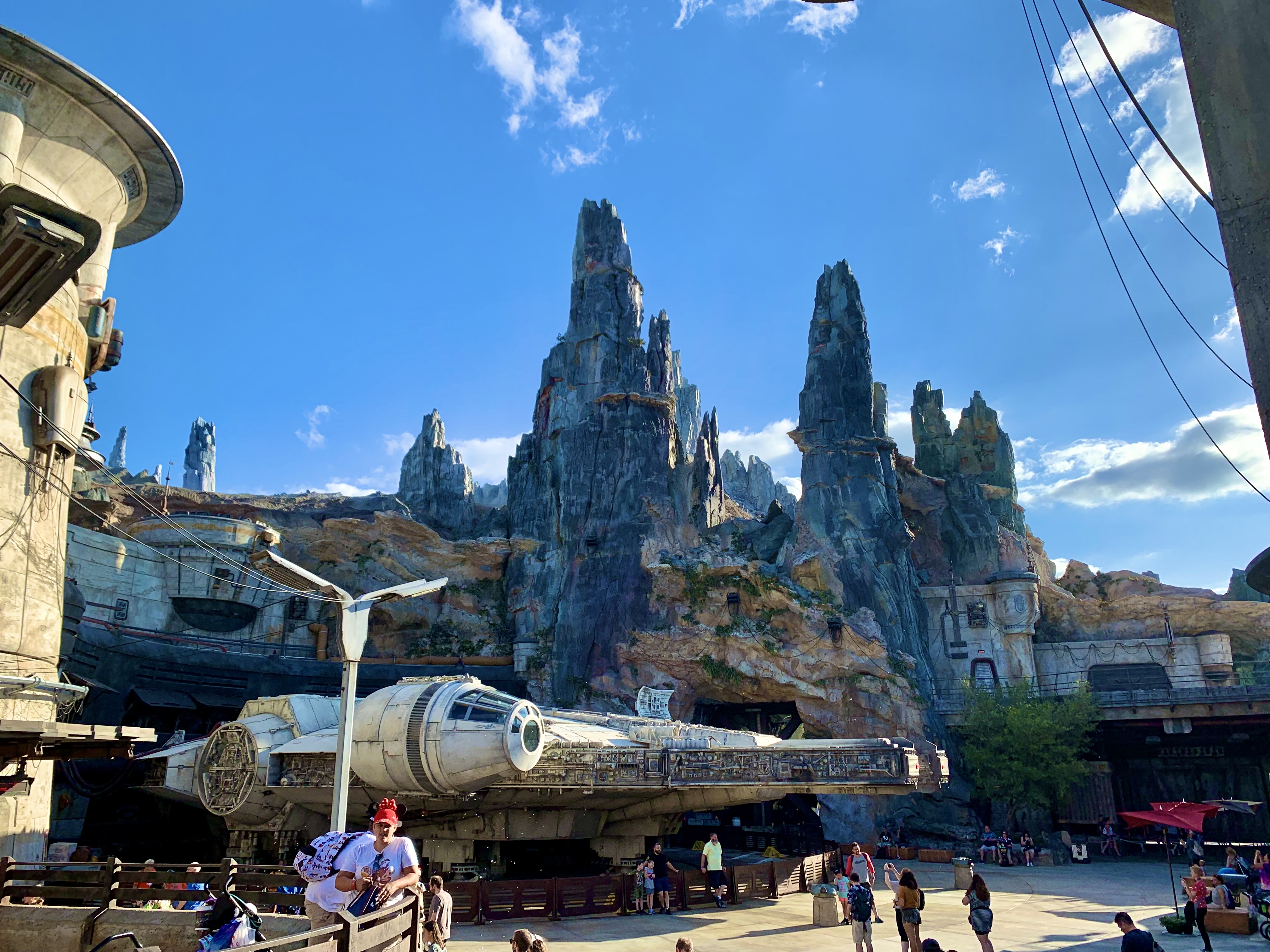
ミレニアム・ファルコン、ハリウッドスタジオにて

スター・ウォーズ：ギャラクシーズ・エッジは、2015年8月に行われたD23エキスポで、ウォルト・ディズニー・カンパニーのCEOボブ・アイガーによって「スター・ウォーズのテーマランド」として初めて発表された。エリアの広さは14エーカー（5.6ヘクタール）で、これはディズニーパークの歴史の中で最も大きなテーマランドの拡張となる。この広大なエリアの中に、ミレニアム・ファルコンを操縦することができるアトラクションと、ファースト・オーダーとの戦いを体験できるアトラクションの2つが設置されている。
2018年11月17日のミッキーマウスの生誕90周年を祝うイベントでアトラクションの名称が正式に発表された。ミレニアム・ファルコンを操縦できるアトラクションは「ミレニアム・ファルコン:スマグラーズラン (Millennium Falcon:Smugglers Run)」、ファースト・オーダーとの戦いを体験できるアトラクションは「スター・ウォーズ:ライズ・オブ・ザ・レジスタンス (Star Wars:Rise of the Resistance)」という名称になる。
このテーマランドは映画のシーンの再現を目的としておらず、舞台となる惑星は映像作品に未登場であり、エリア内の建物、アトラクション、出来事などは全てスター・ウォーズの映画、アニメ、コミック、ゲームなどあらゆる媒体で構成されている正史（Canon）に組み込まれる。舞台は銀河の辺境の惑星バトゥーのブラック・スパイア・アウトポストで、時系列は『最後のジェダイ』と『スカイウォーカーの夜明け』の間と設定されている。
ウォルト・ディズニー・ワールドの元副社長のDan Cockerellによると、ディズニー・ハリウッド・スタジオのギャラクシーズ・エッジの当初の計画では用地はエントランス左側、スター・ツアーズを含む現在のエコーレイク／インディ・ジョーンズステージ全体であり、舞台はタトゥイーンの予定であった。しかし、ルーカスフィルムの代表であるキャスリーン・ケネディが当時のCEOであるボブ・アイガーに「誰もが知っている物語ではなく、未来の物語をテーマにすべき」という提言から現在の形へと変更された。

## 各施設の紹介

### ディズニーランド
ディズニーランドでは、スター・ウォーズ：ギャラクシーズ・エッジはフロンティアランドとクリッターカントリーの北に建設されている。ここには「ビッグ・サンダー・ランチ」という動物園に似たアトラクションがあったが、テーマランド建設のため2016年1月11日にクローズした。さらに同日、フロンティアランドとクリッターカントリーに位置するいくつかのアトラクション・ショーが工事のため一時的に休止した。これらは全て2017年7月には復活したが、その中のディズニーランド鉄道は開業以来初めてルートが大幅に変更される形となった。

#### アトラクション
- ミレニアム・ファルコン:スマグラーズラン (Millenium Falcon:Smugglers Run)
- スター・ウォーズ:ライズ・オブ・ザ・レジスタンス (Star Wars:Rise of the Resistance)

#### ショップ
- サヴィのワークショップ (Savi’s Workshop) – ゲスト専用のライトセーバーを作って購入することができるショップ
- ドク=オンダルのアンティーク部屋 (Dok-Ondar’s Den of Antiquities) – ジェダイやシスにまつわる工芸品を購入できるショップ
- ムボーのドロイド・デポ (Mubo’s Droid Depot) - ゲスト専用のドロイドを作って購入することができるショップ
- ビナのクリーチャー・ストール (Bina’s Creature Stall)
- トイダリアン・トイショップ (Toydarian Toyshop)

#### レストラン
- オーガのカンティーナ (Oga's Cantina)[7]
- ドッキング・ベイ７・フード・アンド・カーゴ (Docking Bay 7 Food and Cargo)
- ロント・ロースターズ (Ronto Roasters)
- カット・サカのケトル (Kat Saka’s Kettle)

### ディズニー・ハリウッド・スタジオ
ディズニー・ハリウッド・スタジオでは、元々ストリーツ・オブ・アメリカというテーマランドが位置していた場所に建設される。スター・ウォーズ：ギャラクシーズ・エッジの建設のためストリーツ・オブ・アメリカは、マペットビジョン3D周辺だけを残して2016年4月2日に全てクローズし、残されたエリアは「マペッツ・コートヤード」と名前が変更された。テーマランドだけでなく、スター・ウォーズがテーマのホテル「スター・ウォーズ：ギャラクティック・スタークルーザー(Star Wars: Galactic Starcruiser)」も建設され、2022年3月1日にオープンしたが、2023年9月30日クローズした。

#### アトラクション
- ミレニアム・ファルコン:スマグラーズラン (Millenium Falcon:Smugglers Run)
- スター・ウォーズ:ライズ・オブ・ザ・レジスタンス (Star Wars:Rise of the Resistance)

#### ショップ
- サヴィのワークショップ (Savi’s Workshop) – ゲスト専用のライトセーバーを作って購入することができるショップ
- ドク=オンダルのアンティーク部屋 (Dok-Ondar’s Den of Antiquities) – ジェダイやシスにまつわる工芸品を購入できるショップ
- ムボーのドロイド・デポ (Mubo’s Droid Depot) - ゲスト専用のドロイドを作って購入することができるショップ
- ビナのクリーチャー・ストール (Bina’s Creature Stall)
- トイダリアン・トイショップ (Toydarian Toyshop)

#### レストラン
- オーガのカンティーナ (Oga's Cantina)[7]
- ドッキング・ベイ７・フード・アンド・カーゴ (Docking Bay 7 Food and Cargo)
- ロント・ロースターズ (Ronto Roasters)
- カット・サカのケトル (Kat Saka’s Kettle)

### ウォルト・ディズニー・スタジオ・パーク
「スター・ウォーズ：ギャラクシーズ・エッジ」の導入が予定されているが、詳細は未定である。